# استیو پیناو
استیو پیناو (انگلیسی: Steve Pinau؛ زادهٔ ۱۱ مارس ۱۹۸۸) بازیکن فوتبال اهل فرانسه است.
از باشگاه‌هایی که در آن بازی کرده است می‌توان به باشگاه فوتبال کلرمون فوت، باشگاه فوتبال بروملی، باشگاه فوتبال هیبرنین، باشگاه فوتبال لوگانو، باشگاه فوتبال جنوآ، و باشگاه فوتبال موناکو اشاره نمود.
وی همچنین در تیم‌های ملی فوتبال France national under-16 football team و زیر ۱۹ سال فرانسه بازی کرده است.